# Júlio de Tarento
Júlio de Tarento (em alemão:  Julius von Tarent) é uma tragédia dramática de Johann Anton Leisewitz. Publicada em 1774, é um trabalho notável da era Sturm und Drang. A peça era a favorita de Friedrich Schiller e  foi muito encenada na Alemanha. Seu tema central é a luta entre os dois príncipes, Júlio e Guido de Tarento, pelos afetos da plebéia Blanca.
Como em Die Zwillinge, de Klinger, "um homem de ação dinâmico, mas frustrado,'Guido', se opõe a uma figura mais pacífica e melancólica [Júlio]".
A Encyclopædia Britannica descreve a peça como precursora da famosa obra-prima do Sturm und Drang -  Die Räuber, de Schiller (1781).

## Personagens
- Constantino, o príncipe de Tarento e pai de Júlio e Guido
- Júlio, príncipe hereditário do principado de Tarento
- Guido, seu irmão mais novo
- Arcebispo de Tarento, irmão de Constantino
- Cäcilia Nigretti, condessa e sobrinha de Constantino
- Blanca, a namorada plebéia de Júlio
- Conde Aspermonte, amigo e confidente de Júlio
- Abadessa do mosteiro
- Médico
- Personagens de apoio

## Literatura
- Walther Kühlhorn: J. A. Leisewitzens Julius von Tarent. Erläuterung und literarhistorische Würdigung. Walluf 1973.
- Dramen des Sturm und Drang. Reclam 1997.
- Stefanie Wenzel: Das Motiv der feindlichen Brüder im Drama des Sturm und Drang. Frankfurt 1993.
- Ines Kolb: Herrscheramt und Affektkontrolle. Johann Anton Leisewitz’ „Julius von Tarent“ im Kontext von Staats- u. Moralphilosophie der Aufklärung. Frankfurt 1983
- Johann Anton Leisewitz: Julius von Tarent und die dramatischen Fragmente. Heilbronn 1889